# Liste der Biografien/Balo
Liste der Biografien |
Portal Biografien |
Personensuche
# |
A |
B |
C |
D |
E |
F |
G |
H |
I |
J |
K |
L |
M |
N |
O |
P |
Q |
R |
S |
T |
U |
V |
W |
X |
Y |
Z |
?
 
Ba |
Be |
Bd |
Bg |
Bh |
Bi |
Bj |
Bl |
Bm |
Bn |
Bo |
Br |
Bs |
Bu |
Bw |
By |
Bz
 
Baa |
Bab |
Bac |
Bad |
Bae |
Baf |
Bag |
Bah |
Bai |
Baj |
Bak |
Bal |
Bam |
Ban |
Bao |
Bap |
Baq |
Bar |
Bas |
Bat |
Bau |
Bav |
Baw |
Bax–Baz
 
Bala |
Balb |
Balc |
Bald |
Bale |
Balf |
Balg |
Balh |
Bali |
Balj |
Balk |
Ball |
Balm |
Baln |
Balo |
Balp |
Balq |
Bals |
Balt |
Balu |
Balv |
Balw |
Baly |
Balz
Die Liste der Biografien führt alle Personen auf, die in der deutschsprachigen Wikipedia einen Artikel haben. Dieses ist eine Teilliste mit 73 Einträgen von Personen, deren Namen mit den Buchstaben „Balo“ beginnt.

## Balo

### Baloc
- Baloch, Qandeel (1990–2016), pakistanische Feministin, Aktivistin in Sozialen Netzwerken, Sängerin und Model, Mordopfer
- Balochino, Carlo (1770–1851), italienischer Impresario und Librettist

### Balod
- Balodis, Holger (* 1960), deutscher Journalist und Autor
- Balodis, Jānis (1881–1965), lettischer Militär und Politiker
- Balodis, Kārlis (1905–1972), lettischer Fußballspieler

### Balog
- Balog, Andreas (1946–2008), österreichischer Soziologe
- Balog, Imre (* 1991), ungarischer Schachmeister
- Balog, James (* 1952), US-amerikanischer Fotograf
- Balog, Leonarda (* 1993), ungarisch-kroatische Fußballspielerin
- Balog, Vilmos (* 1975), ungarischer Boxer
- Balog, Zoltán (* 1958), ungarischer Geistlicher und Politiker, Mitglied des Parlaments
- Baloga, Matej (* 1997), slowakischer Biathlet
- Balogh, Ambrus (1915–1978), ungarischer Sportschütze
- Balogh, András F. (* 1964), ungarisch-rumänischer Germanist
- Balogh, Botond (* 2002), ungarischer Fußballspieler
- Balogh, Christin (* 1985), deutsche SchauspielerinChristin Balogh (* 1985)

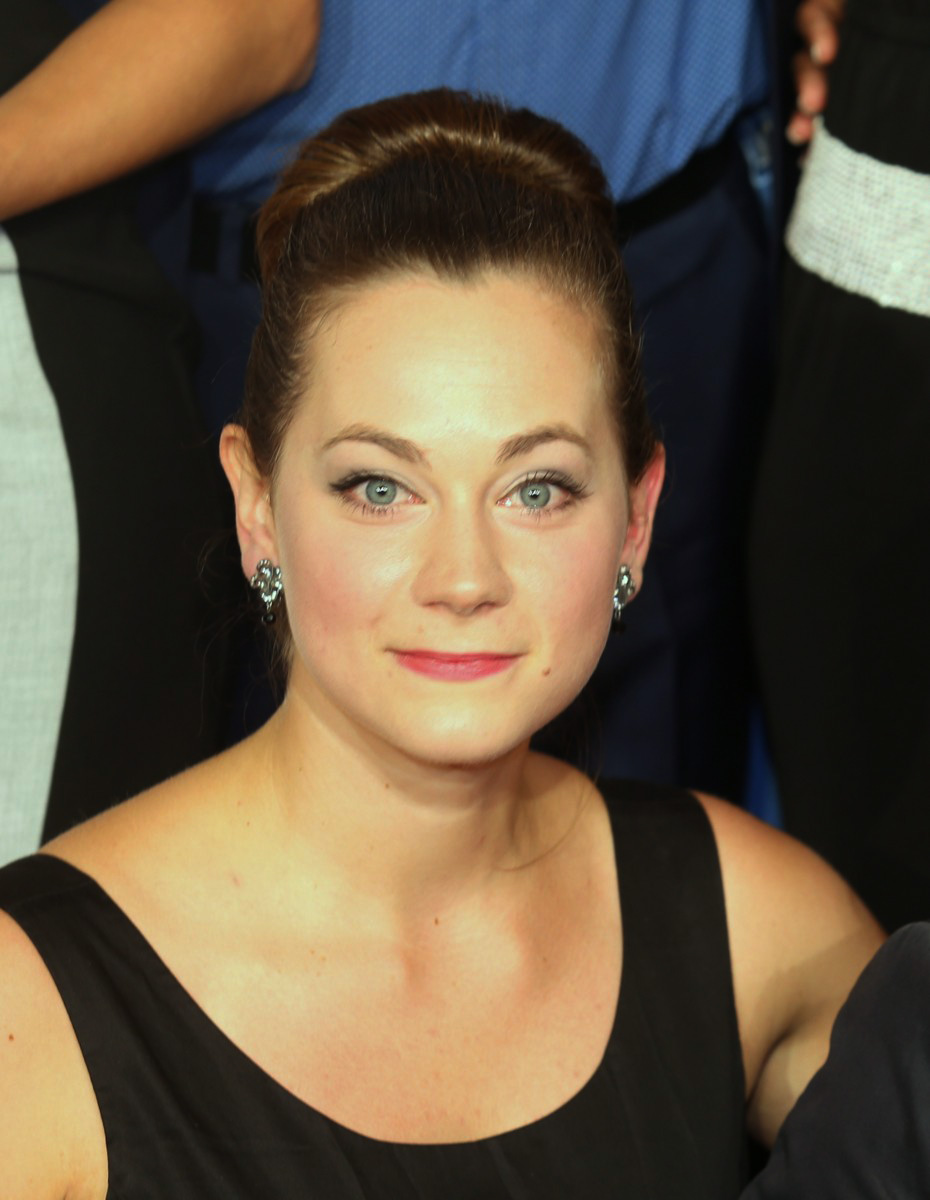
Christin Balogh (* 1985)

- Balogh, Csaba (* 1987), ungarischer Schachmeister
- Balogh, Fritz (1920–1951), deutscher Fußballspieler
- Balogh, Gábor (* 1976), ungarischer Pentathlet
- Balogh, Györgyi (* 1948), ungarische Sprinterin und Hürdenläuferin
- Balogh, István (1912–1992), ungarischer Fußballspieler und -trainer
- Balogh, Jakob (* 1989), deutscher Komponist, Dialogbuchautor und Dialogregisseur
- Balogh, János (1892–1980), ungarischer Fernschachspieler
- Balogh, János (* 1982), ungarischer Fußballspieler
- Balogh, Jenő (1864–1953), ungarischer Politiker, Jurist und Justizminister
- Balogh, József (* 1893), ungarischer Publizist, Altphilologe und Literaturhistoriker
- Balogh, József (* 1956), ungarischer Klarinettist
- Balogh, József (* 1971), ungarischer Mathematiker
- Balogh, Kálmán (* 1959), ungarischer Musiker
- Balogh, László (1954–1973), ungarisches Todesopfer an der innerdeutschen Grenze
- Balogh, Leon (* 1996), österreichischer American-Football Spieler auf der Position des Defensive Ends
- Balogh, Mátyás (* 1999), ungarischer Bogenschütze
- Balogh, Sándor (* 1960), ungarisch-deutscher Handballspieler und -trainer
- Balogh, Suzanne (* 1973), australische Sportschützin
- Balogh, Thomas, Baron Balogh (1905–1985), britischer Wirtschaftswissenschaftler, Hochschullehrer und Politiker
- Balogh, Zoltán Tibor (1953–2002), ungarisch-US-amerikanischer Mathematiker
- Balogh, Zsolt (* 1989), ungarischer Handballspieler
- Baloghy, György (1861–1931), ungarischer Jurist, Politiker und Minister
- Balogová, Beata, slowakische Journalistin
- Balogová, Martina (* 1990), slowakische Tennisspielerin
- Balogun, Folarin (* 2001), US-amerikanisch-englischer Fußballspieler
- Balogun, Hakeem Toyin, nigerianischer Diplomat
- Balogun, Jessica (* 1989), deutsche Boxerin
- Balogun, Leon (* 1988), nigerianisch-deutscher FußballspielerLeon Balogun (* 1988)

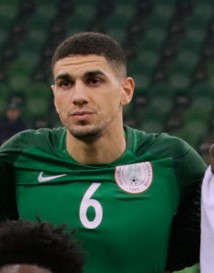
Leon Balogun (* 1988)

- Balogun, Oluwafemi (* 1987), nigerianischer Schachspieler
- Balogun, Yewande (* 1989), nigerianische Fußballtorhüterin
- Balogun-Alexander, Olufunmilayo Abosede, nigerianische Diplomatin bei den Vereinten Nationen

### Baloh
- Baloh, Miha (1928–2022), jugoslawischer und slowenischer Schauspieler

### Baloi
- Balói, Oldemiro (1955–2021), mosambikanischer Wirtschaftswissenschaftler und Politiker (FRELIMO)

### Baloj
- Baloji (* 1978), belgischer Rapper und Filmemacher
- Baloji, Sammy (* 1978), kongolesischer Fotograf und Videokünstler

### Balok
- Baloki-Milandou, Florent (1971–2007), kongolesischer Fußballspieler
- Baloković, Zlatko (1895–1965), kroatischer Violinist

### Balom
- Balomenos, Spyros (* 1979), griechischer Handballspieler und -trainer

### Balon
- Balon, Dave (1938–2007), kanadischer Eishockeyspieler
- Balon, Erich (* 1923), deutscher Geograf und Hochschullehrer
- Baloncieri, Adolfo (1897–1986), italienischer Fußballspieler und -trainer
- Balonek, Thomas J., US-amerikanischer Astronom
- Balonier, Frederic (* 2001), deutscher Schauspieler

### Balor
- Bálor, Finn (* 1981), irischer Wrestler

### Balos
- Baloseng, Keteng (* 1967), botswanischer Sprinter

### Balot
- Balota, Mate (1898–1963), kroatischer Akademiker, Wissenschaftler und Schriftsteller
- Balotelli, Mario (* 1990), italienisch-ghanaischer FußballspielerMario Balotelli (* 1990)

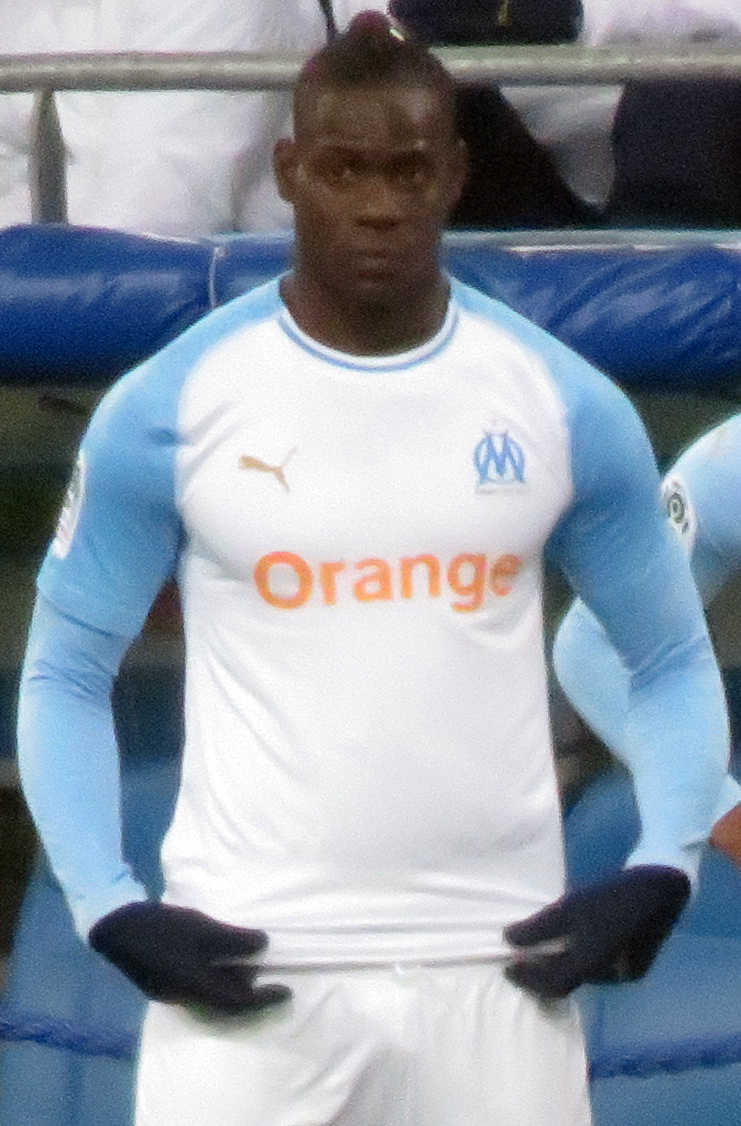
Mario Balotelli (* 1990)

- Balotthanyi, Kgomotso (* 1956), botswanischer Mittelstreckenläufer

### Balou
- Balouet, Jean-Christophe (1956–2021), französischer Paläontologe und Umweltforensiker
- Baloun, Jiří (* 1961), tschechischer Offizier
- Baloup, Gérard (1926–2009), französischer Spitzenbeamter
- Baloushi, Faisal Al (* 1983), Eishockeyspieler aus den Vereinigten Arabischen Emiraten

### Baloy
- Baloy, Felipe (* 1981), panamaischer Fußballspieler
- Baloyes, Bernardo (* 1994), kolumbianischer Leichtathlet
- Baloyi, Brian (* 1974), südafrikanischer Fußballtorhüter
- Baloyi, Cassius (* 1974), südafrikanischer Boxer im Superfedergewicht und Normalausleger
- Baloyi, Onalenna (* 1984), botswanischer Mittelstreckenläufer